# World Badminton Grand Prix 1984 (Finale)
Das Finale des World Badminton Grand Prix 1984 fand vom 12. bis zum 16. Dezember 1984 in Kuala Lumpur, Malaysia, statt. Es war der Abschlusswettkampf der Grand-Prix-Serie der abgelaufenen Saison und die zweite Auflage des World Badminton Grand Prix überhaupt. Das Preisgeld betrug 70.000 US-Dollar. Bei den ersten drei Veranstaltungen des WBGP von 1983 bis 1985 wurden im Gegensatz zu den späteren Turnieren nur das Herreneinzel und das Dameneinzel ausgetragen. Ab 1987 kamen die drei Doppeldisziplinen Herrendoppel, Damendoppel und Mixed hinzu.
Es siegten Morten Frost aus Dänemark und Han Aiping aus China.

## Resultate

### Spiel um Platz 3
| Disziplin    | Sieger      | Finalist      | Ergebnis   |
| ------------ | ----------- | ------------- | ---------- |
| Herreneinzel | Han Jian    | Icuk Sugiarto | 15–4, 15–6 |
| Dameneinzel  | Helen Troke | Li Lingwei    | kampflos   |

### Finalresultate
| Disziplin    | Sieger       | Finalist       | Ergebnis   |
| ------------ | ------------ | -------------- | ---------- |
| Herreneinzel | Morten Frost | Liem Swie King | 15:5, 15:4 |
| Dameneinzel  | Han Aiping   | Ivanna Lie     | 11:3, 11:2 |